# فولوسيانوس
فولوسيانوس هو إمبراطور روماني حكم في الفترة الممتدة بين نوفمبر عام 251 ميلادي حتى أغسطس عام 253 ميلادي  وكان حكمه مشتركا مع والده تريبونيانوس غالوس.